# Баклс, Фрэнк
Фрэнк Вудрафф Баклс (англ. Frank Woodruff Buckles, при рождении Вуд Баклс, англ. Wood Buckles; 1 февраля 1901, Бетани, Миссури, США — 27 февраля 2011, Чарльз-Таун, Западная Виргиния, США) — американский военнослужащий, принимавший участие в Первой мировой войне, а также гражданский заключённый Японии во время Второй мировой войны. Баклс был награждён Орденом Почётного легиона, Медалью Победы и Медалью Оккупационной армии в Германии. В последние годы жизни он стал председателем Мемориального фонда Первой мировой войны. С 2008 года до своей смерти Баклс был последним живым американским ветераном Первой мировой войны.

## Ранние годы
Вуд Баклс родился 1 февраля 1901 года в городе Бетани штата Миссури. Его родителями были фермер Джеймс К. Баклс и его жена Тереза Дж. Баклс. У Вуда было двое старших братьев, Ашман и Рой, а также две старшие сестры — Грэйс и Глэдис.
Среди предков Вуда Баклса были военнослужащие, участвовавшие в Войне за независимость США и Гражданской войне в США. Несколько членов семьи Баклсов были долгожителями — в частности, Вуд помнил, как разговаривал с бабушкой, родившейся в 1817 году. Джеймс К. Баклс дожил до 97 лет.
В 1903 году Вуд и его четырёхлетний брат Ашман заболели скарлатиной. Вуд выжил, но Ашман скончался. С 1911 по 1916 годы Баклс учился в школе города Невада. Позже Баклсы переехали в Оквуд, где Вуд работал в банке. Он много читал и увлекался радиотелеграфированием .

## Военная карьера

### Первая мировая война

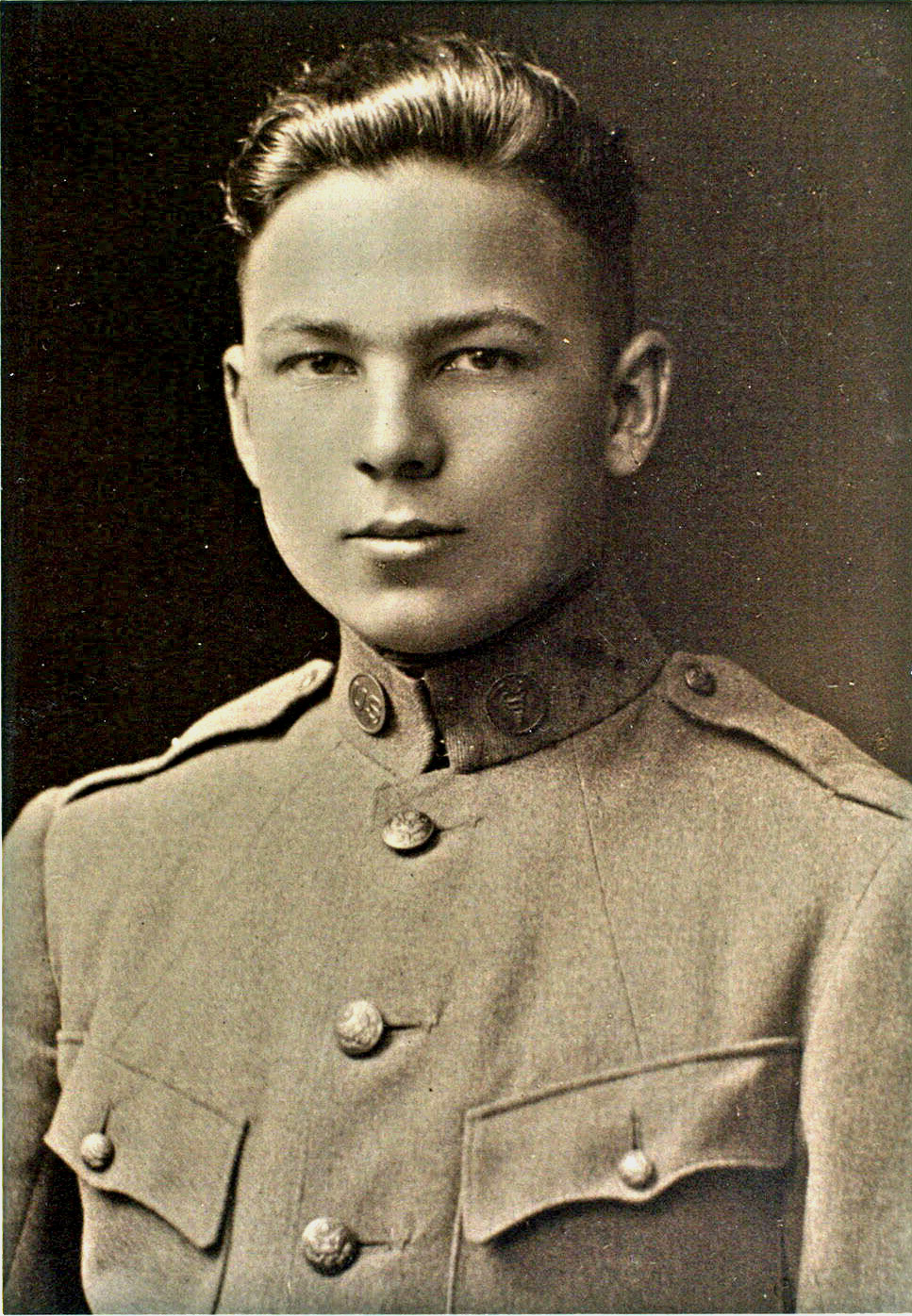
Баклс в 1917 году

Спустя несколько месяцев после начала Первой мировой войны Баклс завербовался в ряды Армии США. Он не был принят в Корпус морской пехоты США по причине низкого роста и в Военно-морские силы США по причине плоскостопия. 14 августа 1917 года его всё же взяли в армию, признав достаточно взрослым, хотя он не выглядел старше своих 16 лет. Сержант посоветовал Баклсу пойти на работу водителем машины скорой помощи. Также по совету другого сержанта, посчитавшего необходимым наличие второго имени, Баклс взял себе имя дяди Фрэнк Вудрафф.
Баклс прошёл начальную подготовку в Форте Райли, находящемся в Канзасе. В конце 1917 года Баклс был доставлен на судне «Карпатия» в Великобританию. Во время войны Баклс служил водителем машины скорой помощи, сначала в Англии, затем во Франции. Впоследствии Фрэнк вспоминал, что «там никогда не было нехватки во взорванных телах, которых нужно было срочно доставить в ближайший медицинский центр». Также он вспоминал, как помогал голодавшим детям во Франции.
После Компьенского перемирия 1918 года Баклс сопровождал немецких военнопленных во время их отъезда в Германию. Один из военнопленных подарил Баклсу застёжку с надписью «Gott mit uns» (Бог с нами), которую Фрэнк сохранил на всю оставшуюся жизнь. 22 сентября 1919 года Баклс получил звание капрала, после чего вернулся в США на борту лодки SS Pocahontas.
В течение интербеллума Баклс сменил несколько профессий. Он окончил школу бизнеса в Оклахома-Сити. Затем Баклс служил в торонтской транспортной компании. В 1922—1923 годах Фрэнк служил в 7-м полке Нью-йоркской национальной гвардии, где работал в финансовом сервисе.
Затем Баклс начал работать главным экономом на грузовых и пассажирских судах, плававших в Южную Америку, Европу и Азию. В 1930-х годах он впервые услышал от британских и немецких пассажиров о надвигающейся войне с Германией. Он посетил Германию, где лично увидел Адольфа Гитлера в отеле. Трудясь на море в течение Великой депрессии, он отправил армейский бонус в 800 долларов своему отцу, пострадавшему  от сильных пыльных бурь, известных под названием «Пыльный котёл».

### Вторая мировая война
В 1940 году устроился на работу в пароходную компанию «White Star Line» и на одном из судов был доставлен в Манилу, столицу Филиппин. После внезапного начала Тихоокеанского театра военных действий Второй мировой войны и вторжения в Филиппины Баклс принял решение остаться в стране и помогать Армии США. В 1942 году Баклса захватили в плен солдаты Императорской армии Японии и интернировали в Университет Санто-Томас, который был переоборудован японцами в лагерь для военнопленных.
Как заключённый лагеря Баклс получал очень мало еды: к концу плена его вес составлял всего около 45 кг. Из-за недостатка питания он заболел авитаминозом (болезнью бери-бери). Стараясь противостоять болезни, Баклс занимался гимнастикой и пропагандировал спорт среди товарищей. Ему позволили вырастить небольшой сад, плоды с которого Фрэнк часто раздавал заключённым в лагере детям.
Все пленники были освобождены войсками антигитлеровской коалиции 23 февраля 1945 года. Перед войной Баклс бегло говорил на немецком, испанском, португальском и французском языках, а к концу немного выучил японский.

## Дальнейшая судьба

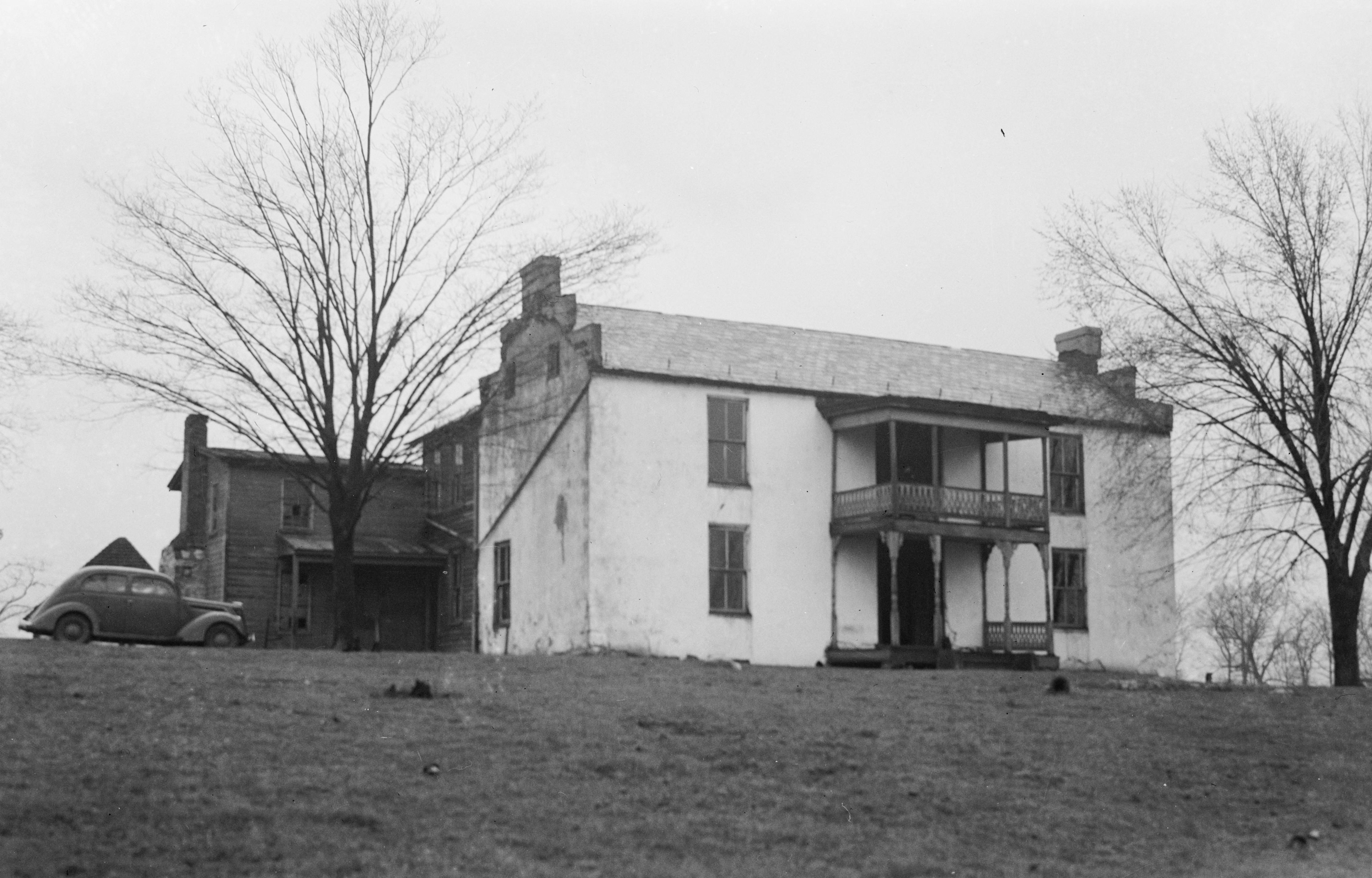
Дом Баклсов в 1930-х

После окончания Второй мировой войны Баклс переехал в Сан-Франциско. В 1946 году он женился на Одри Майо. Спустя восемь лет супружеская пара приобрела ферму «Гэп Вью Фарм» площадью 1,3 км². Здесь они начали разводить рогатый скот. В 1955 году у Баклса родилась дочь Сюзанна. Фрэнк занимался фермой, а также стал президентом сельского исторического общества. Его жена умерла в 1999 году, и о престарелом отце стала заботиться Сюзанна.

### После 100-летнего юбилея

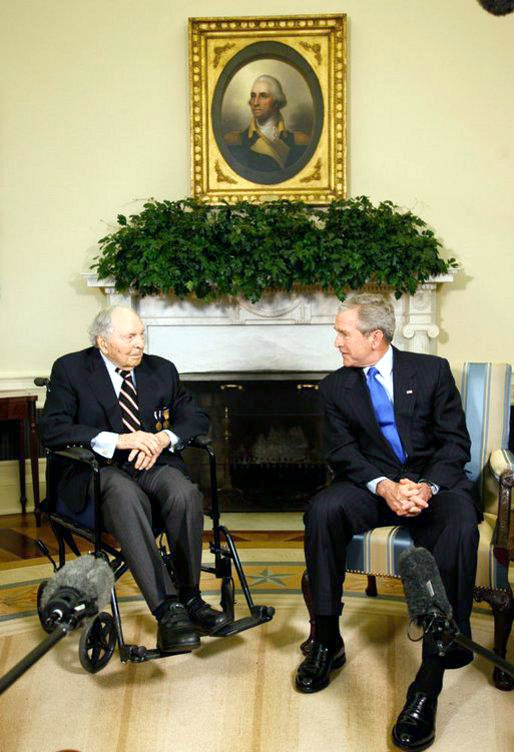
Баклс 6 марта 2008 года разговаривает с президентом США Джорджем Бушем-мл. в Овальном кабинете

До 103 лет Баклс продолжал работать на тракторе. Когда его спросили, в чём причина его долгожительства, он ответил: «Когда вы начинаете умирать… Не делайте этого». В других интервью долгожитель говорил о генетике, упражнениях и здоровом питании, но превыше всего ставил «волю к жизни».
В 2007 году Баклс вместе с актёром Гэри Синизом провёл парад на День памяти. В тот день на «NBC Nightly News» была показана программа, рассказывающая о жизни долгожителя. В феврале 2008 года умер 108-летний Гарри Ричард Лэндис, и Баклс остался последним живущим американским ветераном Первой мировой войны. 6 марта 2008 года Фрэнк встретился с президентом США Джорджем Бушем-младшим в Белом доме. Кроме того, 6 марта он также посетил Пентагон, где присутствовал министр обороны США Роберт Гейтс. Летом 2008 года Баклс пришёл к раненым солдатам в Армейский медицинский центр имени Уолтера Рида.
Баклс был председателем Мемориального фонда Первой мировой войны и добивался реконструкции мемориалов, посвящённых этой войне. 22 марта 2009 года в программе «Мировые новости» Баклс был назван «человеком недели» в знак поддержки его позиции относительно реставрации. 3 декабря 2009 года Баклс выступил перед Конгрессом США, став самым старым выступавшим перед Конгрессом в истории.
Баклс состоял в масонском объединении города Уилинг. В число других увлечений Баклса входила генеалогия; он был членом организаций «Сыновья американской революции» и «Сыновья ветеранов Конфедерации». Также Баклс имел статус пожизненного члена в Национальной стрелковой ассоциации США.
1 февраля 2010 года, когда Баклсу исполнилось 109 лет, его официальный биограф Дэвид Деджонг объявил о начале съёмок документального фильма о долгожителе, который будет носить название «Последний патриот Першинга» и будет являться компиляцией из виньеток и интервью. Фильм был выпущен в 2011 году.

## Смерть и похороны

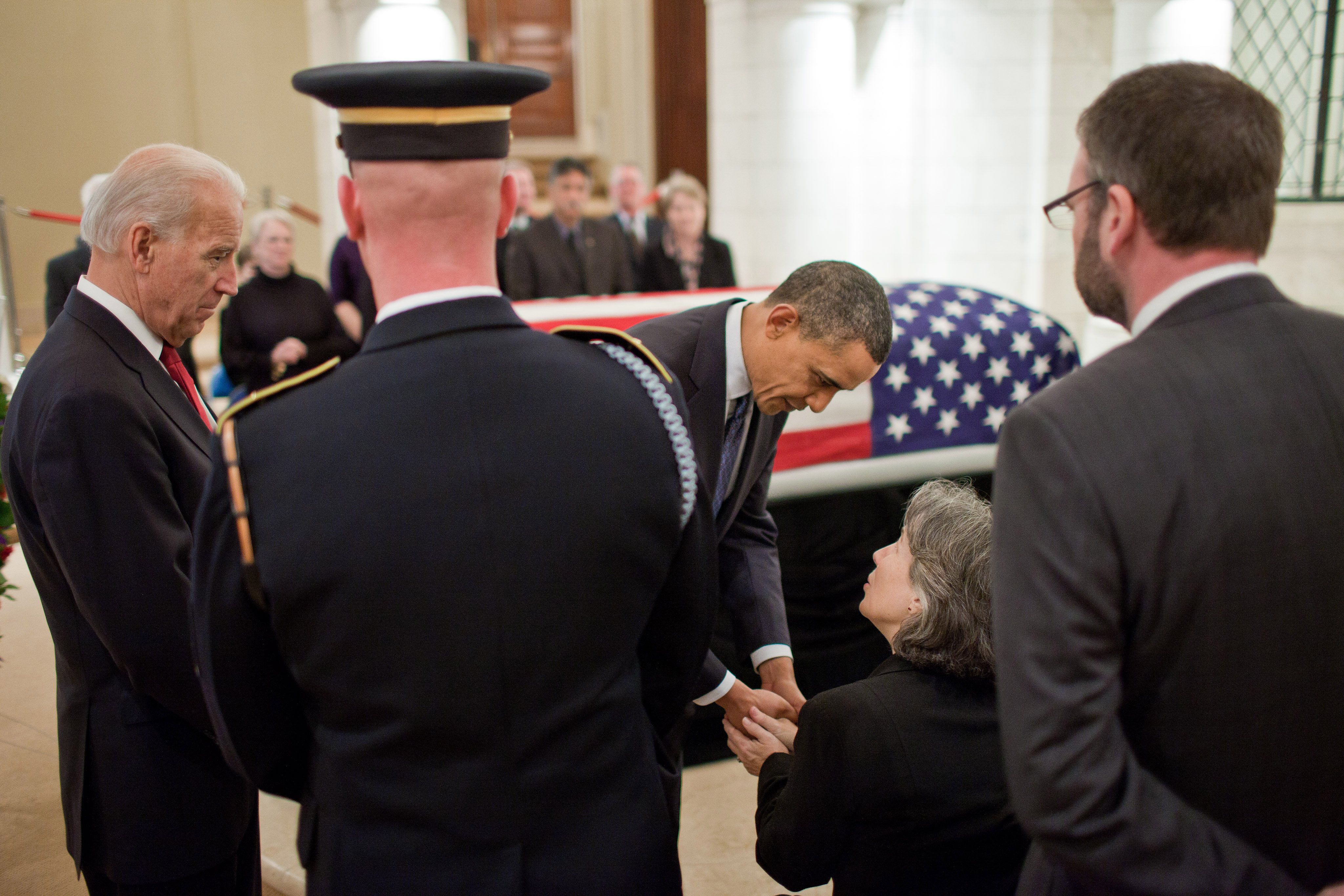
Барак Обама и Сюзанна Баклс у гроба Фрэнка

Баклс умер 27 февраля 2011 года в Чарльз-Тауне, Западная Виргиния, от естественных причин. Он не мог быть захоронен на Арлингтонском национальном кладбище, так как не принимал участия в бою, но специальное разрешение президента было получено в 2008 году. Разрешения добился политик и бизнесмен Pocc Перо, встретивший Баклса в 2001 году на историческом семинаре и обратившийся в Белый дом с просьбой о захоронении Фрэнка на Арлингтонском национальном кладбище. 15 марта, в день погребения Баклса, Барак Обама приказал опустить флаги до середины флагштока на всех правительственных зданиях США, в том числе на Белом доме и посольствах.
3 марта 2011 года Сенат США принял резолюцию, в которой выразил уважение к Баклсу. Параллельно в Палате представителей США было предложено поставить гроб Баклса в Ротонду Капитолия США для публичного прощания. Предложение было отклонено спикером Палаты представителей США Джоном Бейнером и лидером Сената США Гарри Ридом, решившими устроить церемонию на Арлингтонском кладбище. Их поддержали дочь Баклса Сюзанна, политик Роберт Доул и правнук Уинстона Черчилля.
Панихида по Баклсу состоялась у него дома в Чарльз-Тауне. На ней присутствовали члены семьи, епископ и другие. Церемония на Арлингтонском национальном кладбище прошла перед погребением 15 марта. Её посетили Барак Обама и Джо Байден. Баклса похоронили со всеми воинскими почестями в могиле под номером 34-581, рядом с Джоном Першингом.

## Награды
- 1919 — Медаль Победы[72]
- 1941 — Медаль Оккупационной армии в Германии[72]
- 1999 — Орден Почётного легиона[73]